# Bonaire labdarúgó-válogatott
A Bonaire labdarúgó-válogatott Bonaire nemzeti csapata, amelyet Bonaire labdarúgó-szövetség (hollandul: Bonairiaanse voetbalbond) irányít. Maga a sziget Hollandiához tartozik. Megalakulása után tagja lett a Karibi Labdarúgó-uniónak, amely része a CONCACAF-nak, így ehhez a konföderációhoz tartozik. A CONCACAF-aranykupa és a Karibi kupa selejtezőiben indulhat. A FIFA-nak nem tagja.

## Nemzetközi eredmények

### CONCACAF-aranykupa-szereplés
| Év       | Eredmény      | Hely          | M             | Gy            | D             | V             | Rg            | Kg            |
| -------- | ------------- | ------------- | ------------- | ------------- | ------------- | ------------- | ------------- | ------------- |
| 2015     | Nem jutott be | Nem jutott be | Nem jutott be | Nem jutott be | Nem jutott be | Nem jutott be | Nem jutott be | Nem jutott be |
| Összesen |               | 0/1           |               |               |               |               |               |               |

### Karibi kupa-szereplés
| Év       | Eredmény      | Hely          | M             | Gy            | D             | V             | Rg            | Kg            |
| -------- | ------------- | ------------- | ------------- | ------------- | ------------- | ------------- | ------------- | ------------- |
| 2014     | Nem jutott be | Nem jutott be | Nem jutott be | Nem jutott be | Nem jutott be | Nem jutott be | Nem jutott be | Nem jutott be |
| 2017     | Nem indult    | Nem indult    | Nem indult    | Nem indult    | Nem indult    | Nem indult    | Nem indult    | Nem indult    |
| Összesen |               | 0/2           |               |               |               |               |               |               |